# 시네이드 하넷
시네이드 하넷(Sinéad Harnett, 1990년 10월 12일 ~ )은 잉글랜드의 싱어송라이터이다.